# Stråkagrynnan
Stråkagrynnan is een eiland in de Zweedse Kalixrivier ter hoogte van Stråkanäs. Het langwerpige eiland ligt aan de zuidzijde van de rivier, die hier een meer vormt. Het eiland zelf is nauwelijks 1,5 hectare groot. Er is geen oeververbinding.